# Chanel Simmonds
Chanel Simmonds (10 augustus 1992) is een tennisspeelster uit Zuid-Afrika.
Ze begon op negenjarige leeftijd met tennis.
In 2008 kwam zij voor het eerst uit op het meisjestoernooi van het US Open. In 2013 plaatste zij zich als kwalificante voor het US Open in het enkelspel.